# Rodolfo Rodríguez
Rodolfo Sergio Rodríguez Rodríguez (født 20. januar 1956 i Montevideo, Uruguay) er en tidligere uruguayansk fodboldspiller (målmand), der mellem 1976 og 1986 spillede hele 79 kampe for Uruguays landshold, hvilket giver ham nationens landskampsrekord. Han repræsenterede blandt andet sit land ved VM i 1986 i Mexico samt ved to udgaver af Copa América.
På klubplan spillede Rodríguez primært for Montevideo-storklubben Nacional, samt for Santos FC i Brasilien. Han havde også et ét-årigt ophold i Portugal hos Sporting Lissabon.